# Еліфас Шивуте
Еліфас Шивуте (англ. Eliphas Shivute; нар. 27 вересня 1974, Олуконда, Південно-Західна Африка) — намібійський футболіст, нападник. Виступав на батьківщині, в Китаї та Європі. Завершив футбольну кар'єру 2002 року через травму коліна. Шивуте став першим намібійським футболістом, який виступав у вищому дивізіоні європейського чемпіонату. Автор першого голу Хоробрих Воїнів на міжнародній арені.

## Клубна кар'єра
Футбольну кар'єру розпочав 1989 року в клубі «Блу Вотерс», після чого перейшов до «Ілевен Ерроуз». У 1996 році виступав у 5-у дивізіоні чемпіонату Німеччини за «Шварц-Вайс» (Дюрен), у футболці якого відзначився 13-а голами. Коли в одному з поєдинків Дюрена Еліфас відзначився хет-триком, скаути «Алеманії» (Аахен) звернули на нього увагу й негайно розпочали переговори про підписання контракту, які завершилися укладенням 1-річного договору. Після цього відправився до Шотландії. За даними Daily Record Staff, Шивуте побував на перегляді в «Данді Юнайтед» та «Гарт оф Мідлотіан», проте вирішив приєднатися до «Мотервеллу». Двічі забив за «Мотервелл» під час свого перегляду, також вразив головного тренера команди Алекса Макліша тим, що в юнацькі роки дивився телетрансляції матчів англійських та шотландських клубів. По завершенні дебютного матчу в стартовому складі за нову команду у Прем'єр-лізі, проти лідера чемпіонату «Гіберніанс», був визнаний «Найкращим гравцем матчу». Еліфас грав переважно відтягнутого нападника, більшість часу проводячи на межі та за межею штрафного майданчика команд-суперниць.
Виступав за «Мотервелл» до 1999 року, коли перебрався до представника Китайської Цзя-А Ліги «Далянь Шиде» та став найдорожчим придбанням в історії клубу, трансфер намібійця обійшовся китайському клубу в 350 000 євро. Провівши в «Даляні» один сезон, 2000 року повернувся до «Ілевен Ерроуз», проте в клубі виступав на правах оренди. У грудні 2001 року перебрався до складу іншого вищолігового китайського клубу, «Шеньчжень». Взимку того ж року перебрався до Європи, де протягом 8-и місяців грав за «Чукарички» з чемпіонату Сербії і Чорногорії. Згодом Еліфас відіграв вирішальну роль в переході до «Чукаричок» намібійця Рудольфа Бестера. А в 2008 році став агентом Рудольфа.
У 2006 році допомагав тренувати клубу другого дивізіону намібійського чемпіонату ФК «Інвізібл».

## Кар'єра в збірній
З 1992 року у футболці національної збірної Намібії зіграв 49 матчів, в яких відзначився 8-а голами. Разом з Намібією виходив до фіналу Кубку 1997 та 1999 років. Учасник Кубку африканських націй 1998, виходив на поле в матчах проти Кот-д'Івуару (3:4), Анголи (3:3) та проти Південно-Африканської Республіки (1:4). Відзначився двома голами в поєдинку Кот-д'Івуару. У складі збірної Намібії виступав до 2001 року.

## Стиль гри
Namibia Today Sport описує його як зухвалого нападника, який багато імпровізує, є чудовим фінішером, з гольовим чуттям, швидкістю та потужним ударом з обох ніг, до того ж він прекрасно грає головою.

## Особисте життя
Потрапляння Саліфа на вершину намібійського футболу проходило не без ризику. Він відмовився від здобуття освіти та перспективи отримати хорошу роботу в гірничій галузі, щоб здійснити свою мрію стати професіональним футболістом.
Народився в Олуконді, Шивуте одружився з Джастін у 2003 році, пара виховує чотирьох дітей, двох дочок та двох синів. Старша дочка — Моніка, за нею йдуть Кваші, Анастезія та Ендрю.

## Досягнення
- Кубок КЕСАФА
  -  Фіналіст (2): 1997, 1999[1]

- Намібійський спортсмен року 1997 (присуджується Національною спортивною радою Намібії)[1]